# 수권자본
수권자본(授權資本) 제도는 주식회사에 있어서, 정관에는 “회사가 발행할 주식총수”(수권주식총수)만을 기재하고, 회사의 설립시에는 수권주식총수 중 일부만이 인수되어도 회사가 성립되고, 나머지에 대하여는 회사의 필요에 따라 이사회결의만으로 신주발생을 할 수 있게 하는 자본조달 제도를 말한다. 수권자본이라는 용어 대신, “명목자본”, “등록자본”이라는 용어도 사용된다. 이 제도는 회사의 설립을 용이하게 하고 또한 증자(增資)에 있어서 정관변경 기타의 복잡한 절차를 밟을 필요가 없으므로 자본조달에 편리하다.
실무적으로는, 기본정관에 수권주식수를 충분히 기재하여야만 후에 주주총회의 결의에 의한 정관변경절차 없이 이사회의 결의에 의하여서 신주발행이 가능하기 때문에 회사가 가까운 장래에 발행할 주식수 보다는 훨씬 많은 주식수를 기재한다.

## 각국별 입법례

### 대한민국
이 제도는 1962년에 공포된 새 상법에서 비로소 채용된 것이다. 새 상법 제정 전의 구 상법에서는 주식회사의 설립에는 정관에 자본총액을 기재하고, 이 자본에 대응하는 주식 총수가 인수될 것을 요하였다. 그러나 수권자본제에 의하면 회사가 발행을 예정하는 주식 총수만을 정관에 기재하고 이 주식 총수의 인수는 필요하지 않다. 회사 설립시에 발행되지 않은 나머지 주식에 관해서는 이사회의 결의에 의하여 이른바 신주발행의 절차에 의해서 발행할 수가 있다(416조). 주식회사가 발행한 주식 총수에 관해서는 법률상 제한이 없다.

### 영국
영국에서는 수권자본의 개념이 2006년 회사법에 의하여 금지되었다.